# Cosmin Contra
Cosmin Marius Contra (* 15. prosince 1975, Temešvár, Rumunsko) je bývalý rumunský fotbalový obránce a současný fotbalový trenér.
V roce 2001 vyhrál anketu Fotbalista roku Rumunska, v roce 2002 se v ní umístil na třetím místě.

## Přestupy
- z FC Temešvár do Dinamo Bukurešť za 250 000 eur
- z Dinamo Bukurešť do Deportivo Alavés za 1 800 000 eur
- z Deportivo Alavés do AC Milan za 7 000 000 eur
- z AC Milan do Atlético Madrid za 3 000 000 eur
- z Atlético Madrid do West Bromwich zadarmo (hostování)
- z Atlético Madrid do FC Temešvár zadarmo (hostování)
- z Atlético Madrid do Getafe CF zadarmo (hostování)

## Statistika
| Klub             | Sezóna  | Liga   | Liga | Pohár  | Pohár | LM či EL | LM či EL | Celkem | Celkem |
| Klub             | Sezóna  | Zápasy | Góly | Zápasy | Góly  | Zápasy   | Góly     | Zápasy | Góly   |
| ---------------- | ------- | ------ | ---- | ------ | ----- | -------- | -------- | ------ | ------ |
| FC Temešvár      | 1993/94 | 12     | 0    | ?      | ?     | ?        | ?        | ?      | ?      |
| FC Temešvár      | 1994/95 | 28     | 1    | ?      | ?     | ?        | ?        | ?      | ?      |
| FC Temešvár      | 1995/96 | 11     | 0    | ?      | ?     | ?        | ?        | ?      | ?      |
| Dinamo Bukurešť  | 1996    | 12     | 1    | ?      | ?     | ?        | ?        | ?      | ?      |
| Dinamo Bukurešť  | 1996/97 | 32     | 2    | ?      | ?     | ?        | ?        | ?      | ?      |
| Dinamo Bukurešť  | 1997/98 | 28     | 3    | ?      | ?     | ?        | ?        | ?      | ?      |
| Dinamo Bukurešť  | 1998/99 | 29     | 2    | ?      | ?     | ?        | ?        | ?      | ?      |
| Deportivo Alavés | 1999/00 | 17     | 2    | ?      | ?     | ?        | ?        | ?      | ?      |
| Deportivo Alavés | 2000/01 | 20     | 1    | ?      | ?     | ?        | ?        | ?      | ?      |
| AC Milan         | 2001/02 | 29     | 3    | 4      | 0     | 10       | 1        | 43     | 4      |
| AC Milan         | 2002    | 0      | 0    | 0      | 0     | 1        | 0        | 1      | 0      |
| Atlético Madrid  | 2002/03 | 31     | 0    | ?      | ?     | ?        | ?        | ?      | ?      |
| Atlético Madrid  | 2003/04 | 3      | 0    | ?      | ?     | ?        | ?        | ?      | ?      |
| West Bromwich    | 2004/05 | 5      | 0    | ?      | ?     | ?        | ?        | ?      | ?      |
| FC Temešvár      | 2005    | 14     | 0    | ?      | ?     | ?        | ?        | ?      | ?      |
| Getafe CF        | 2005/06 | 24     | 0    | ?      | ?     | ?        | ?        | ?      | ?      |
| Getafe CF        | 2006/07 | 21     | 0    | ?      | ?     | ?        | ?        | ?      | ?      |
| Getafe CF        | 2007/08 | 13     | 1    | ?      | ?     | ?        | ?        | ?      | ?      |
| Getafe CF        | 2008/09 | 27     | 2    | ?      | ?     | ?        | ?        | ?      | ?      |
| Getafe CF        | 2009/10 | 3      | 0    | ?      | ?     | ?        | ?        | ?      | ?      |
| FC Temešvár      | 2010    | 13     | 3    | ?      | ?     | ?        | ?        | ?      | ?      |
| FC Temešvár      | 2010/11 | 9      | 1    | ?      | ?     | ?        | ?        | ?      | ?      |
| Celkem           | Celkem  | 410    | 25   | ?      | ?     | ?        | ?        | ?      | ?      |

## Úspěchy

### Reprezentační
- 2× účast na Mistrovství Evropy (2000, 2008)

### Individuální
- 1× Fotbalista roku v Rumunsku (2001)[2]
- All Stars Team UEFA (2001)